# Bermuda az 1984. évi nyári olimpiai játékokon
Bermuda az egyesült államokbeli Los Angelesben megrendezett 1984. évi nyári olimpiai játékok egyik részt vevő nemzete volt. Az országot az olimpián 5 sportágban 12 sportoló képviselte, akik érmet nem szereztek.

## Atlétika
Férfi
| Versenyző      | Versenyszám | Előfutam | Előfutam | Előfutam | Negyeddöntő | Negyeddöntő | Negyeddöntő | Elődöntő | Elődöntő | Elődöntő | Döntő   | Döntő    |
| Versenyző      | Versenyszám | Idő      | Hely.    | Össz.    | Idő         | Hely.       | Össz.       | Idő      | Hely.    | Össz.    | Idő     | Helyezés |
| -------------- | ----------- | -------- | -------- | -------- | ----------- | ----------- | ----------- | -------- | -------- | -------- | ------- | -------- |
| Bill Trott     | 100 m       | 10,76    | 6.       | 50.**    | kiesett     | kiesett     | kiesett     | kiesett  | kiesett  | kiesett  | kiesett | kiesett  |
| Gregory Simons | 200 m       | 21,88    | 6.       | 53.*     | kiesett     | kiesett     | kiesett     | kiesett  | kiesett  | kiesett  | kiesett | kiesett  |

| Versenyző     | Versenyszám | Selejtező | Selejtező | Döntő    | Döntő    |
| Versenyző     | Versenyszám | Eredmény  | Helyezés  | Eredmény | Helyezés |
| ------------- | ----------- | --------- | --------- | -------- | -------- |
| Nick Saunders | Magasugrás  | 218 cm    | 21.       | kiesett  | kiesett  |

Női
| Versenyző   | Versenyszám   | Selejtező | Selejtező | Döntő    | Döntő    |
| Versenyző   | Versenyszám   | Eredmény  | Helyezés  | Eredmény | Helyezés |
| ----------- | ------------- | --------- | --------- | -------- | -------- |
| Sonia Smith | Gerelyhajítás | 52,74 m   | 20.       | kiesett  | kiesett  |

* - egy másik versenyzővel azonos eredményt ért el

** - két másik versenyzővel azonos eredményt ért el

## Kerékpározás

### Országúti kerékpározás
Férfi
| Versenyző    | Versenyszám   | Idő           | Helyezés      |
| ------------ | ------------- | ------------- | ------------- |
| Buddy Ford   | Mezőnyverseny | nem ért célba | nem ért célba |
| Earl Godfrey | Mezőnyverseny | nem ért célba | nem ért célba |
| Clyde Wilson | Mezőnyverseny | nem ért célba | nem ért célba |

## Lovaglás
Lovastusa
| Versenyző  | Ló          | Versenyszám | Díjlovaglás | Díjlovaglás | Tereplovaglás | Tereplovaglás | Díjugratás    | Díjugratás    | Végeredmény | Végeredmény |
| Versenyző  | Ló          | Versenyszám | Bünt.       | Hely.       | Bünt.         | Hely.         | Bünt.         | Hely.         | Bünt.       | Helyezés    |
| ---------- | ----------- | ----------- | ----------- | ----------- | ------------- | ------------- | ------------- | ------------- | ----------- | ----------- |
| Peter Gray | Counts Best | Egyéni      | 59,20       | 13.         | 23,60         | 18.           | nem ért célba | nem ért célba | kiesett     | kiesett     |

## Úszás
Férfi
| Versenyző      | Versenyszám | Előfutam | Előfutam | Előfutam | Döntő   | Döntő   | Döntő   | Helyezés |
| Versenyző      | Versenyszám | Idő      | Hely.    | Össz.    | Típus   | Idő     | Hely.   | Helyezés |
| -------------- | ----------- | -------- | -------- | -------- | ------- | ------- | ------- | -------- |
| Victor Ruberry | 100 m mell  | 1:05,96  | 4.       | 24.*     | kiesett | kiesett | kiesett | kiesett  |
| Victor Ruberry | 200 m mell  | 2:31,48  | 6.       | 36.      | kiesett | kiesett | kiesett | kiesett  |

* - egy másik versenyzővel azonos eredményt ért el

## Vitorlázás
Férfi
| Versenyző       | Versenyszám     | Futam | Futam   | Futam | Futam | Futam | Futam | Futam | Pontszám | Helyezés |
| Versenyző       | Versenyszám     | 1     | 2       | 3     | 4     | 5     | 6     | 7     | Pontszám | Helyezés |
| --------------- | --------------- | ----- | ------- | ----- | ----- | ----- | ----- | ----- | -------- | -------- |
| Hugh Watlington | Szörfvitorlázás | 31,0  | (45,0*) | 33,0  | 28,0  | 32,0  | 28,0  | 28,0  | 180,0    | 27.      |

* - kizárták (korai rajt)
Nyílt
| Versenyző                     | Versenyszám | Futam  | Futam | Futam | Futam | Futam | Futam | Futam | Pontszám | Helyezés |
| Versenyző                     | Versenyszám | 1      | 2     | 3     | 4     | 5     | 6     | 7     | Pontszám | Helyezés |
| ----------------------------- | ----------- | ------ | ----- | ----- | ----- | ----- | ----- | ----- | -------- | -------- |
| Alan Burland Christopher Nash | Tornádó     | (14,0) | 11,7  | 8,0   | 11,7  | 13,0  | 3,4   | 5,7   | 53,5     | 5.       |